# Fransk-tyska kriget
Fransk-tyska kriget (fransk-preussiska kriget) var ett krig som utkämpades 1870–1871 mellan å ena sidan Frankrike och å andra sidan det av Preussen ledda Nordtyska förbundet samt Baden, Bayern, Hessen och Württemberg.

## Bakgrunden till kriget

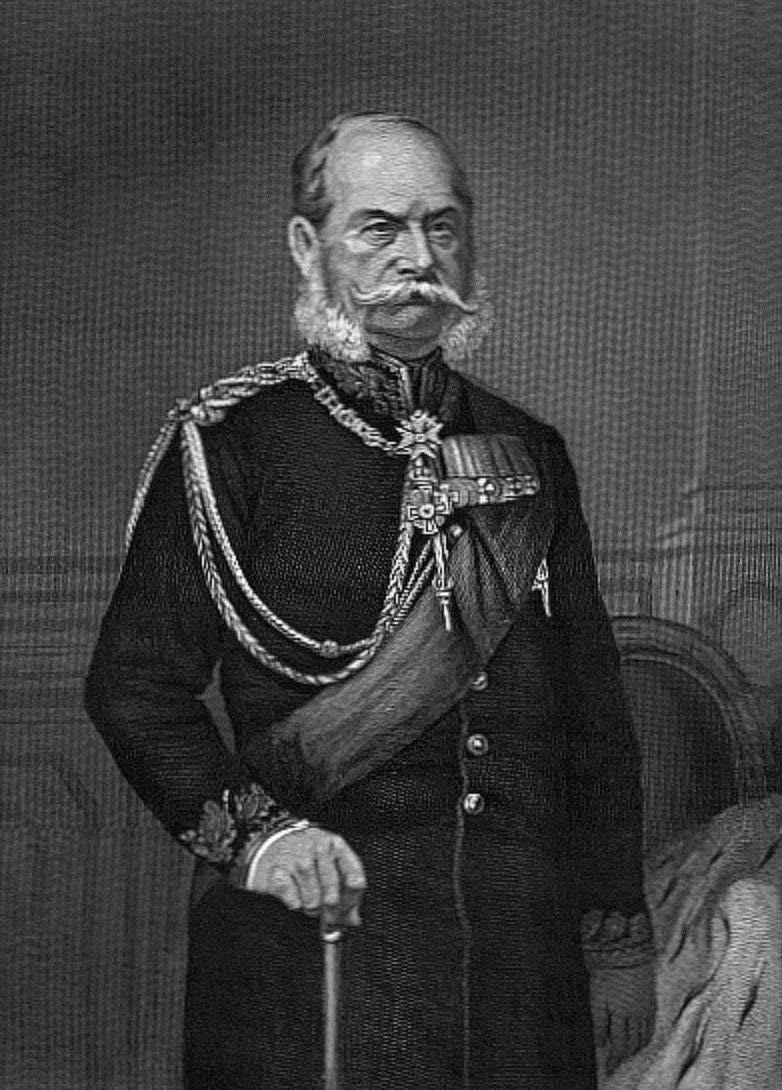
Vilhelm I (1797–1888), kung av Preussen 1861–1888, tysk kejsare 1871–1888.

Det fransk-tyska kriget hade många och djupt liggande orsaker. Fransmän och tyskar, liksom deras regeringar, misstrodde varandra ömsesidigt. I Frankrike såg man med bekymmer på Preussens stora makttillväxt efter det korta 1866 års krig och överskattade den på många ställen i Sydtyskland rådande motviljan mot hela rikets enande under preussisk ledning och hoppades, i gynnsamt fall med väpnad hjälp av Österrike-Ungern, ta ”revansch för slaget vid Königgrätz”. Till detta torde även ha bidragit å ena sidan Otto von Bismarcks åstundan att ”med järn och blod” fullborda det tyska enhetsverket, å den andra Napoleon III:s, men än mer hans närmaste omgivnings, förhoppningar om att genom ett ärorikt krig befästa dynastin och stävja det växande motståndet mot regeringens inrikespolitik.

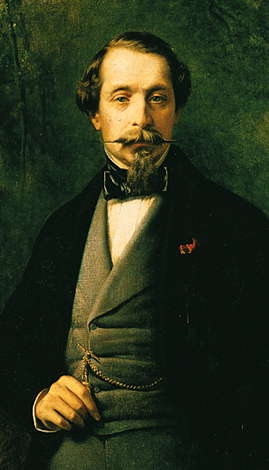
Napoleon III (1808–1873), fransk president 1848–1852, fransmännens kejsare 1852–1870.

Brännbara ämnen fanns sålunda på båda sidor, och den tändande gnistan blev prins Leopold av Hohenzollern-Sigmaringens kandidatur till spanska kronan. Spaniens regering erbjöd nämligen den spanska kronan till denne. Prinsen liksom hans närmaste tvekade, och han gav två gånger, hösten 1869 och vintern 1870, avböjande svar. Hans hållning gillades av kung Vilhelm av Preussen, vilken – inte som Preussens härskare, utan som huset Hohenzollerns huvudman – tog del av familjerådslagen. Den preussiske förbundskanslern Bismarck stod skenbart utanför underhandlingen, men följde den med livligt intresse, övertygad om att förbindelse mellan Preussen och Spanien skulle något hålla Frankrike i schack. Genom hemliga agenter förmådde Bismarck den spanska regeringen att återuppta förhandlingen och sedan han vunnit kronprins Fredrik Vilhelm av Preussen för sin mening, fick man prins Leopold att i maj 1870 ändra sitt beslut och acceptera anbudet.

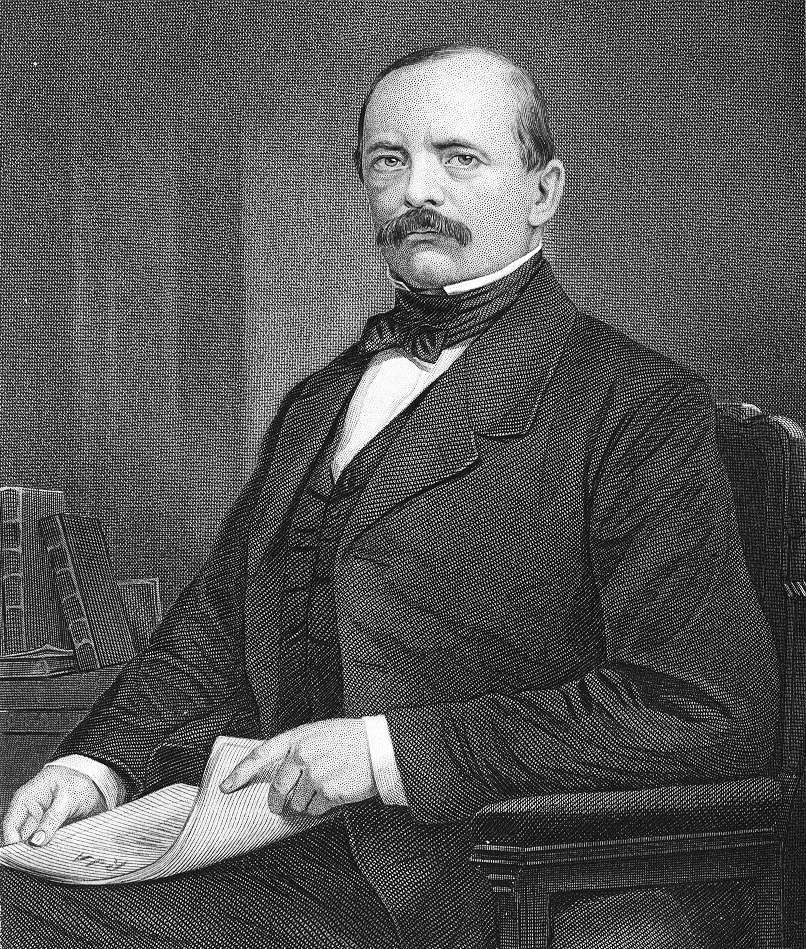
Otto von Bismarck (1815–1898), tysk rikskansler 1871–1890.

Innan kungavalet kunde ske i Spanien blev planen känd i Paris. Den franska regeringen, särskilt utrikesministern Antoine Agénor de Gramont, som nu hoppades tillfoga Preussen ett diplomatiskt nederlag, begärde i utmanande ton att prinsens kandidatur formellt skulle återtas av regeringen i Berlin, och lät sin ambassadör Vincent Benedetti uppsöka kung Vilhelm i kurorten Ems för att till honom framställa sådana fordringar. Kungen, som ville sluta sina dagar i ro, svarade undvikande att saken inte angick Preussen utan bara prinsen personligen, samt skyndade att den 13 juli delge Benedetti prinsens definitiva avsägelse samt sitt eget gillande av densamma. Det telegram, ”Emsdepeschen”, varigenom kungen lät underrätta Bismarck i Berlin om denna underhandling med Benedetti publicerades av Bismarck samma kväll genom tidningarna i sådan något förkortad form att det framstod som om kungen tämligen snävt hade avvisat ambassadörens krav. Denna framställning väckte en storm av chauvinistisk ovilja i Paris, som skärptes genom av Bismarck inspirerade artiklar i den tyska pressen, framför allt skrivna av Julius Hermann Moritz Busch. Kejsar Napoleon rycktes med av den franska nationalstämningen, och den 19 juli 1870 offentliggjordes Frankrikes krigsförklaring mot Preussen.

## Styrkeförhållanden och mobilisering
En stor del av den franska fältstyrkan utgick från den år 1867 stiftade lagen, där det bestämdes att den franska fältstyrkan skulle uppgå till totalt 800 000 man. Detta skulle ha fullbordats till 1876, men dåliga franska förberedelser och brist på tid ledde till att den franska armén endast kunde uppbringa kring 336 000 man till krigets början. Värnplikten kvarstod som rekryteringskälla för Frankrike sedan franska revolutionen medfört detta i större utsträckning. Armén delades upp i två delar: "première division" och "deuxieme division", av vilka de förstnämnda var heltidsanställda i 5 år, medan de sistnämnda bara deltog i vissa övningar och annars deltog som reserver. Varje år skulle 100 000 man rekryteras, varav 68 000 till "prémiere division". Denna lag var en slags nödlösning på den dåliga organisationen, men det sena införandet ledde till att bara en del av planen hann genomföras och bara 336 000 trupper kunde betraktas som fullt användbara. Tyskarnas förberedelser var till skillnad mot fransmännens mycket väl och grundligt planerade. Preussen hade låtit samla alla arméer inom Nordtyska förbundet till samma rekryteringssätt samt inlett ett samarbete med Baden, Württemberg samt Bayern, varefter alla hade i praktiken samma enhetliga organisation. Denna utgick från 1815 års stadga där unga män rekryterades till tjänstgöring i upp till tre år, för att sedan utgöra reserver i 7-12 år. Det rekryterades så många unga män det gick att få tag på och vid krigets början kunde tyskarna räkna med kring 300 000 reguljära män redo för tjänstgöring samt 600 000 reserver. Fransmännens sent organiserade och oplanerade förberedelser var en av de stora anledningarna till att också kriget från början tog en helt annan vändning än den i Napoleon III:s omgivning beräknade. Den 14 juli 1870 fattades det ödesdigra beslutet om att inkalla de franska reserverna, och genomförandet kunde börja redan nästa dag. Dagen därpå beviljade lagstiftande kåren och senaten ett krigskreditiv på 66 miljoner franc, vilket den 18 juli höjdes med 500 miljoner franc. Samma dag utfärdades och dagen efter överlämnades den formella krigsförklaringen av den franske chargé d'affaires i Berlin. Redan under mobiliseringen uppstod oreda, reservernas utrustning och vapen befann sig på fel platser och maten kunde på grund av bristande planering inte fraktas till bland annat Metz. En anfallsplan hade redan sedan länga utarbetats den franska ledningen, men den stora oreda som uppstod vid mobiliseringen omöjliggjorde denna, då planen gick ut på att snabbt förflytta sig till Tyskland, där man skulle klyva landet på mitten och hindra de sydliga och nordliga av styrkorna att mötas. På så sätt skulle landet klyvas som en kil och nackdelen i mindre krigsmakt skulle tas igen genom snabba förflyttningar. Den franska krigsstyrelsen lyckades inte få ihop mer än 336 000 man, av vilka största delen (gardeskåren samt 2:a, 3:e, och 4:e kårerna) vid juli månads utgång samlades mellan Metz och Saarbrücken, under det att den första kåren ledd av marskalk Patrice de Mac-Mahon sammanfördes vid och norr om Strasbourg, 5:e kåren vid Bitche, 6:e kåren vid Châlons-sur-Marne och 7:e kåren i övre Alsace. Den 20 juli var de första armékårerna samlade, varefter kejsar Napoleon III den 28 juli överlämnade statsstyrelsen till kejsarinnan och själv reste till de samlade trupperna.

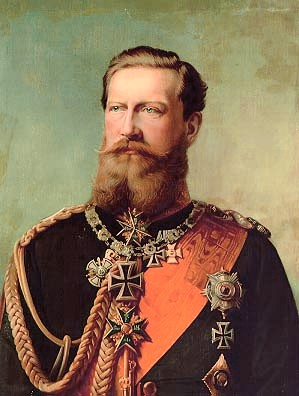
Kronprins Fredrik Vilhelm av Preussen (1831–1888), som Fredrik III tysk kejsare och kung av Preussen 1888.

Natten mellan den 15 och 16 juli 1870 utfärdades mobiliseringsorder för Nordtyska förbundets armé, vilken följdes av en liknande åtgärd inom de sydtyska staterna. Nordtyska förbundets riksdag beviljade 120 miljoner thaler och de sydtyska folkrepresentationerna sammanlagt 34 miljoner gulden till krigskostnadernas bestridande. Hela den tyska krigsmakten var tänkt att samlas i Pfalz, men fransmännens närhet gjorde att flera av arméerna delade upp sig i förtid och tågade till sina respektive positioner från andra håll. Den 23 juli började järnvägstransporterna och den 4 augusti överskred tyskarnas vänstra flygelgräns. Tre arméer bildades. Den 1. armén (ledd av Karl Friedrich von Steinmetz och bestående av 7. och 8. kårerna, senare även 1. kåren) ryckte från nordöst mot Saarbrücken, 3. armén (under befäl av kronprinsen Fredrik Vilhelm av Preussen och bestående av 5., 11. preussiska, 1., och 2., bayerska och Württemberg-Badensiska kårerna, senare även den 6. preussiska kåren) samlades i och bakom linjen Karlsruhe-Landau, under det att 2. armén (ledd av prins Fredrik Karl av Preussen och bestående av gardeskåren, 3., 4., 9., 10. och 12. kårerna,  senare även 2. kåren, varje kår omfattande omkring 30 000 man) steg av vid Mainz och fortsatte vägen till fots mellan de båda andra arméerna. Högsta befälet över alla arméerna fördes officiellt av kung Vilhelm av Preussen, men den store strategen på den tysktalande sidan var generalstabschefen general Helmuth von Moltke den äldre.

## Krigets inledning
Frankrike hade hoppats på brittiskt stöd, men 25 juli lät Bismarck offentliggöra de fransk-preussiska förhandlingarna och ett traktatsutkast, där Napoleon bland annat visade sig göra anspråk på Belgien vars självständighet garanterades av Storbritannien. Traktatsutkastet publicerades i The Times och bidrog till att det brittiska stödet för Frankrike minskade.
Fransmännens 2. kår ryckte fram till Saarbrücken den 2 augusti och fördrev den svaga tyska besättningen som fanns där, men drog sig under de följande dagarna tillbaka till höjderna vid Spicheren, där den blev anfallen och slagen av spetsarna av tyskarnas 1. och 2. arméer den 6 augusti. På den andra flygeln överskred den 3. tyska armén gränsen den 4 augusti och besegrade i grund den till Wissembourg framsända divisionen Douay av 1. franska kåren. Dagen därefter fortsatte framryckningen till Woerth, där marskalk Patrice de Mac-Mahon tagit ställning med sin kår och en division av 7. kåren. Efter ett hjältemodigt försvar blev han slagen den 6 augusti och drog sig då i största hast tillbaka till Châlons-sur-Marne, dit även 5. kåren begav sig från Bitche. Återstoden av Rhenarmén – så benämndes den franska fältarmén – drog sig småningom tillbaka till Metz, förenades där med den 6. kåren och ställdes den 12 augusti under marskalk Achille Bazaines befäl.
Fransmännen kunde först inte besluta sig för ett återtåg till det inre av Frankrike, varigenom en stor del av landet skulle prisges åt fienden. När detta dock till slut blev nödvändigt och skulle utföras, varvid trupperna skulle överföras från östra till västra Moselstranden, blev de den 14 augusti anfallna av tyskarnas 1. armé vid Colombey-Nouilly och ytterligare fördröjda. Tyskarnas 2. armé hade emellertid ryckt fram med huvudriktning mot Pont-à-Mousson, och största delen av dess trupper nådde Mosel den 15 augusti. Samma dag satte fransmännen sig i marsch från Metz mot Verdun, men gick så långsamt till väga, att de den 16 augusti motades vid Vionville av 3. och 10. tyska kårerna, som från Pout-à-Mousson ryckt fram i nordvästlig riktning för att hugga sig fast vid fransmännen, som de trodde var i fullt återtåg.
Efter det blodiga slaget vid Vionville, i vilket större delen av Bazaines armé deltog, intog marskalk Bazaine ställning med ryggen mot Metz. Större delen av 1. och 2. tyska arméerna hade nu kommit över på västra Moselstranden, och en frontförändring om 180 grader utfördes åt höger, varefter tyskarna den 18 augusti 1870 anföll fransmännen och efter slaget vid Gravelotte – det största under hela kriget – kastade dem tillbaka till Metz, där de inneslöts. Vid Châlons-sur-Marne bildades emellertid en ny armé under marskalk Mac-Mahon, kallad Châlonsarmén och bestående av 1., 5. och 7. kårerna samt den nybildade 12. kåren. Mot denna ryckte den 3. tyska armén och den nybildade Maasarmén (ledd av kronprins Albert av Sachsen och bestående av gardeskåren, 4. och 12. kårerna ur 2. armén, medan återstoden av denna och 2. armén inneslöt Metz).

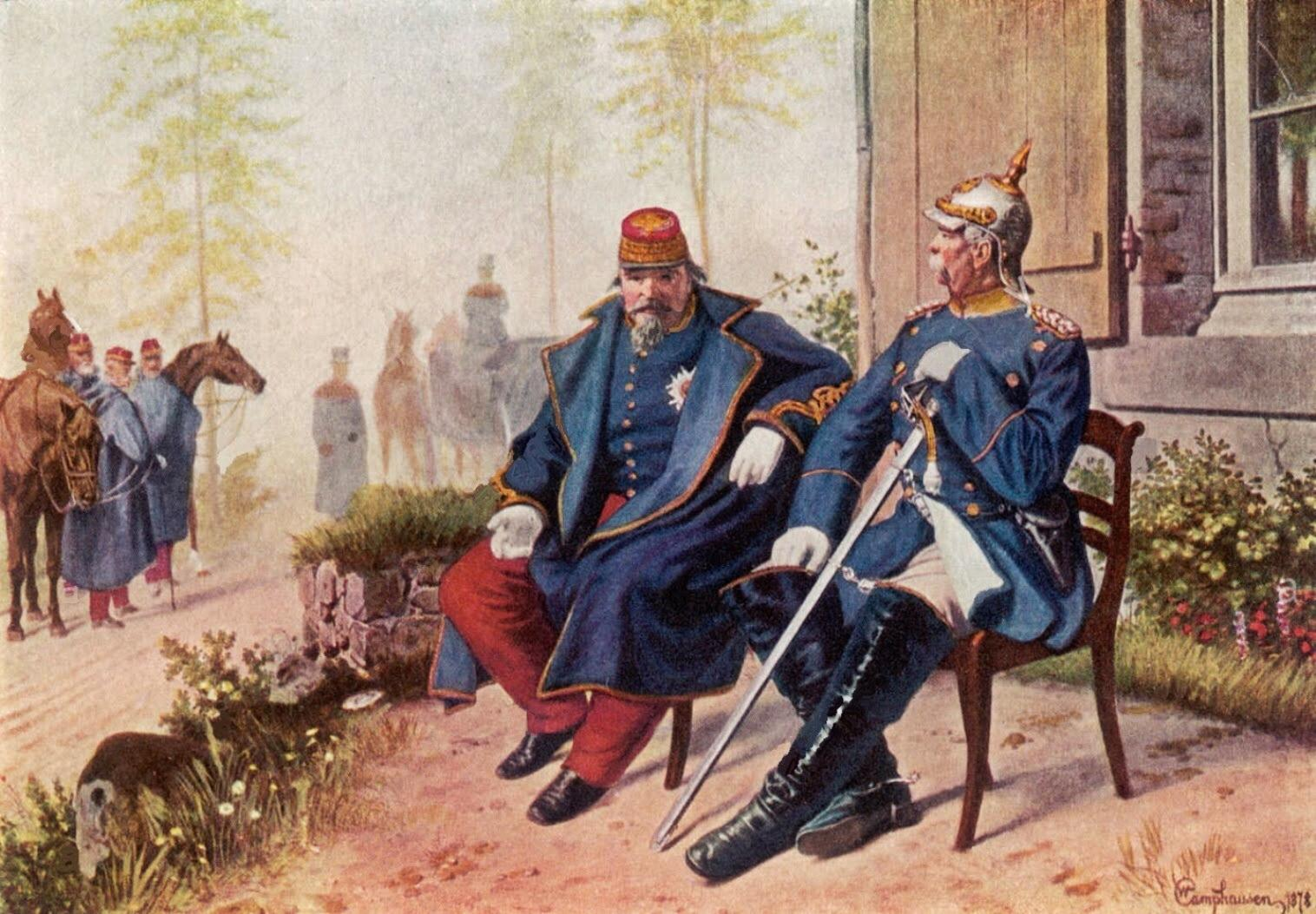
Bismarck och Napoleon III efter slaget vid Sedan.

## Kejsar Napoleon III tillfångatas och republik införs
Kejsaren anslöt sig till Châlons-armén, som den 21 augusti marscherade till Reims för att fortsätta vägen till Paris. Regeringen där fordrade emellertid att marskalk Mac-Mahon skyndsamt skulle förena sig med marskalk Bazaine. Mac-Mahon gav slutligen efter och satte sig den 23 augusti i marsch i nordöstlig riktning. På kvällen den 25 augusti fick tyskarna, som hunnit till linjen Verdun-Vitry-le-François, reda på denna rörelse och ändrade plötsligt marschriktning mot norr. Fransmännen rörde sig mycket långsamt och hanns snart upp av tyskarna, som trängde dem åt norr mot den belgiska gränsen. Därunder blev den 5:e franska kåren under Pierre Louis Charles de Failly tillsammans med en division av 7. kåren den 30 augusti överrumplad och besegrad i slaget vid Beaumont. Slutligen anföll tyskarna fransmännen från alla sidor i slaget vid Sedan den 1 september och tvingade dem dagen därpå att sträcka vapen. Mac-Mahon hade blivit sårad under början av slaget, varvid general Emmanuel Félix de Wimpffen övertagit befälet.
Kejsaren fördes bort till krigsfångenskap i Tyskland, där han fick sig anvisat slottet Wilhelmshöhe i Kassel. Kejsarinnans regering försökte i det längsta hemlighålla katastrofen vid Sedan, men sedan utländska tidningar börjat skriva om händelsen blev regeringen 3 september tvungen att erkänna att den ena franska armén kapitulerat, kejsaren befann sig i fångenskap och den andra armén var instängd i Metz. Den 4 september trängde uppretade folkmassor in i deputeradekammarens sessionssal och fordrade kejsarens avsättning och republikens utropande. Leon Gambetta lät samma dag på Hôtel de Ville upprätta Nationella försvarsregeringen. Den nya regeringen beslutade att fortsätta kampen mot de tyska trupperna.
Inneslutningen av Paris verkställdes i mitten av september av tyska 3. armén och Maas-armén (4. armén), och i denna stad bildades småningom en stor armé under militärguvernören general Louis Jules Trochu. Uppsättandet av nya arméer i provinserna tog fart sedan Léon Gambetta, som lämnat det inneslutna Paris i luftballong den 9 oktober anlänt till regeringsdelegationen i Tours och övertagit krigsportföljen. 

## Den republikanska regeringen fortsätter kampen
Den första republikanska armén, den så kallade Loirearmén (även kallad 1:a Loire-armén och bestående av två kårer), bildades söder om Orléans under befäl av general Louis Jean Baptiste d'Aurelle de Paladines. Den ryckte fram över Mer-Marchenoir och lyckades genom slaget vid Coulmiers den 9 november från Orléans förjaga en från inneslutningsarmén vid Paris utsänd arméavdelning (bestående av 1. bayerska kåren med flera trupper), vilken sedan den 11 oktober (första slaget vid Orléans) hållit staden besatt. Loirearmén intog en befäst ställning norr om Orléans och erhöll betydande förstärkningar. Emellertid hade Metz dagtingat den 27 oktober, sedan Bazaine den 31 augusti till 1 september förgäves försökt sökt bryta inneslutningslinjen genom slaget vid Noisseville. Prins Fredrik Karl fick då befallning att med 2. armén skynda till Loire. Han gjorde detta och samlade sina trupper (3., 9. och 10. kårerna) omkring Pithiviers den 20–24 november. Den på denna krigsskådeplats varande tyska arméavdelningen (1:a bayerska kåren, två infanteri- och tre kavalleridivisionerna) hade blivit ställd under storhertig Fredrik Frans II av Mecklenburg-Schwerin och hade dragit sig åt Dreux för att hindra franska företag från denna sida.
Regeringsdelegationen i Tours och krigsminister Gambetta, som på landsbygden lyckats utrusta inte mindre än 600 000 man  åstundade en framryckning mot Paris och anordnade själv en anfallsrörelse med Loire-arméns högra flygel (två kårer) från Gien över Montargis. Denna misslyckades genom det tillbakaslagna anfallet vid Beaune-la-Rolande den 28 november mot tyska 10. kåren. Den vänstra flygeln (2 kårer under befäl av general Alfred Chanzy) skulle nu föras framåt, men blev den 2 december slaget vid Loigny och Poupry av storhertigens arméavdelning. Prins Fredrik Karl, som fått befäl även över denna, passade då på att bryta igenom fransmännens utsträckta ställning och bemäktigade sig efter det andra slaget vid Orléans den 3 och 4 december denna stad. General d'Aurelle de Paladines avsattes och Loire-armén delades i två arméer. Vänstra flygeln av den så kallade 2. Loire-armén, under general Chanzy, drog sig efter häftiga strider vid Beaugency den 7–10 december och vid Loir (en biflod till Loire) i fullständig upplösning tillbaka till Le Mans, där den ånyo anfölls av tyskarna under prins Fredrik Karl och efter en hårdnackad strid den 10–12 januari 1871 fullständigt skingrades.

## Paris kapitulerar

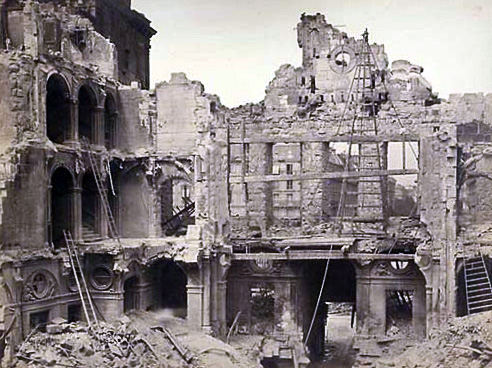
Skador i Paris efter striderna och kommunen.

I norra Frankrike hade en armé, den s.k. nordarmén (2 kårer) bildats under general Louis Faidherbe. Mot denna sändes efter Metz' fall den 1. tyska armén (1. och 8. kårerna) under general Karl Rochus Edwin von Manteuffel (sedermera under general August von Goeben), och efter slagen vid Amiens (27 november 1870), Hallue i Pont-Noyelles (23–24 december 1870), Bapaume (3 januari 1871) och Saint-Quentin (19 januari 1871) var fransmännens kraft här uttömd.
Från huvudstaden hade ett stort utfall gjorts den 30 november 1870 under general Auguste-Alexandre Ducrot i sydöstlig riktning och ett annat (slaget vid Mont-Valérien) under general Trochu den 19 januari 1871 i sydvästlig, alla hade dock slagits tillbaka. 
28 januari 1871 slöt staden en vapenvila på 21 dagar, för att förrätta val till nationalförsamlingen. Den nya regeringen som 12 februari tillträdde förklarade sin vilja att förhandla om fred. Sedan fredspreliminärer undertecknats 26 februari började tyska trupper 1 mars tåga in i Paris. Sedan fredsavtalet i Versailles undertecknats 2 mars måste de tyska trupperna redan 3 mars lämna Paris.
I fredsavtalet ingick bland annat att stadens besättningstrupper skulle avväpnas, men 12 000 man nationalgardestrupper skulle få behålla sina vapen. Efter att dessa trupper 17 mars inlett ett uppror utropades Pariskommunen.

## Fortsatta strider och slutlig tysk seger

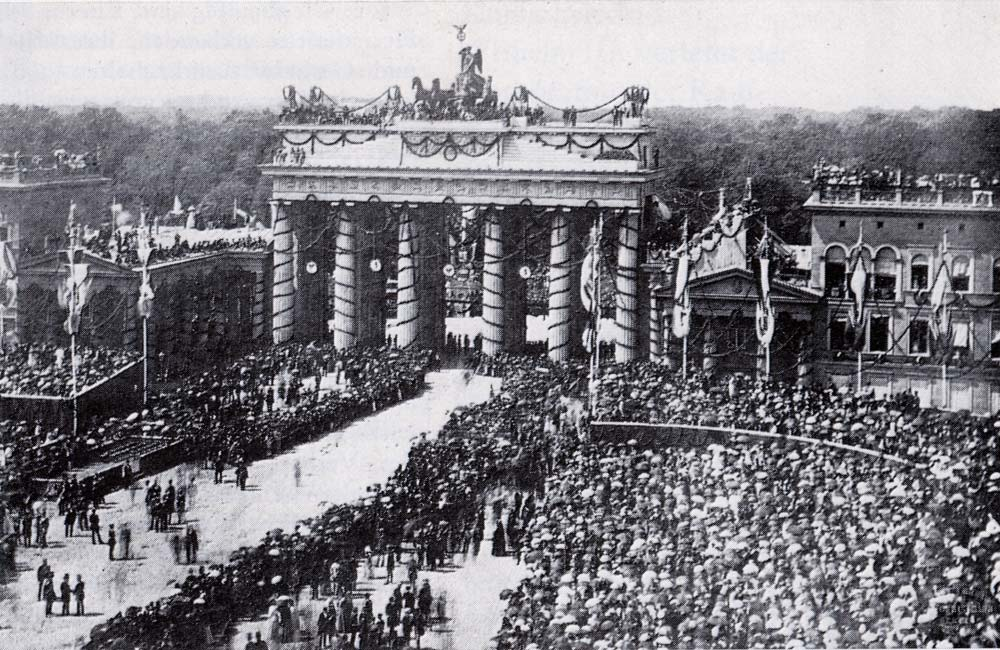
Den tyska segerparaden, Brandenburger Tor i Berlin.

Det nybildade tyska riket med Elsass-Lothringen (rött).

Den vapenvila som slöts efter Paris fall gällde dock inte den östra krigsskådeplatsen. Där hade tyskarna under general August von Werder belägrat Strasbourg (som öppnade sina portar den 28 september) och trängt fram i övre Alsace (där de hade mot sig även en friskara under Giuseppe Garibaldi) samt börjat belägra Belfort. Efter Loire-arméns sprängning hade dennas högra flygel (3 kårer), som först benämndes 1:a Loire-armén, sedermera östarmén, under general Charles Denis Bourbaki dragit sig tillbaka till Bourges. Gambetta fick den storslagna tanken att låta denna armé skynda till Belforts undsättning och att därefter tränga in i Tyskland. General von Werder tog med den nybildade 14. kåren ställning framför Belfort och lyckades genom det förbittrade slaget vid Lisaine den 15–17 januari kasta tillbaka fransmännen. Dessa anfölls därefter i sin vänstra flygel av en från Troyes och Auxerre kommande nybildad armé (2. och 7. kårerna), under general von Manteuffel, och trängdes slutligen vid Verrières-de-Joux (öster om Pontarlier) in på schweiziskt område, där de blev avväpnade. Belfort gav sig den 18 februari, då vapenstilleståndet inträdde även på denna krigsskådeplats. Oaktat sin stora överlägsenhet i antal soldater samt att kriget utspelades på deras "hemmaplan" hade fransmännen inte kunnat besegra sina motståndare någonstans. Kriget avslutades genom Frankfurtfreden den 10 maj 1871. Frankrike måste avstå Alsace (utom fästningen Belfort) och delar av Lorraine till det nybildade Tyska riket samt i krigsomkostnader betala 5 miljarder franc. Som extra salt i de franska såren utropade det enade Tyskland kejsardömet Tyskland vid en ceremoni i Spegelsalen på slottet i Versailles, strax utanför Paris. Kung Vilhelm I av Preussen kröntes till kejsare av hela Tyskland, en titel han dock ogärna använde. Först efter trekejsaråret 1888 fick Tyskland en kejsare som verkligen använde sig av titeln, Vilhelm II.

## Slutsatser
Resultatet av kriget blev att Frankrike övergick från kejsardöme till republik ("tredje republiken") medan det nu utrikespolitiskt förenade Tyskland blev ett kejsarrike. Det nya tyska rikslandet Elsass-Lothringen har genom historien varit ett omstritt område och detta var varken första eller sista gången området skiftade ägare. Krigsskadeståndet stimulerade den tyska ekonomin och medförde både förstärkt industrialisering och en spekulationsdriven lågkonjunktur. Krigsförlusten orsakade en fransk revanschism som inte kan förbises när det gäller orsakerna till första världskrigets utbrott. Frankrikes utrikespolitiska expansion vändes efter krigsnederlaget i synnerhet mot Afrika, vilket även stimulerades av den tyska rikskanslern Bismarck.